# Jakob Knudsen
Jakob Christian Lindberg Knudsen (14. september 1858 i Rødding – 21. januar 1917 i Birkerød) var en dansk præst og forfatter.
Cand.theol. 1881. Valgmenighedspræst i Mellerup 1890-1896.
Jakob Knudsen er forfatter til salmerne Se, nu stiger solen (1891) og Tunge, mørke natteskyer (1890).

## Biografi
Jakob Knudsen var søn af Jens Lassen Knudsen og Nanna Boisen.
Sin tidligste barndom tilbragte Jakob Knudsen i Rødding, hvor faderen Jens Lassen Knudsen var højskolelærer. I 1862 flyttede familien til Dalum, da faderen blev ansat på Christen Kold højskole samme sted. Det blev imidlertid kun til et par år, da Jens Lassen Knudsen ikke kunne komme overens med Christen Kold. Derfor søgte han og fik embedet som sognepræst i Aggersborg nord for Limfjorden.  De jævne lokale bønder så med skepsis på Jens Knudsens grundtvigske vækkelseskristendom, og han faldt derfor aldrig rigtig til.
Jakob Knudsen trivedes derimod og betragtede årene i Aggersborg som lykkelige barndomsår, som han sidenhen ofte vendte tilbage i sine erindringer. Han kom aldrig i en offentlig skole, men blev undervist derhjemme af forældrene, suppleret med hjælpelærere i fag som skrivning og regning.  Knudsen så med glæde tilbage på denne tid og siger om forældrenes undervisning: ”Jeg har som Barn og halvvoksen modtaget den maaske mest udprægede, mest levende Højskoleundervisning, der nogensinde er given.”
I 1872 og flyttede familien på ny, da faderen fik embede som sognepræst i Lejrskov ved Kolding. Det nye sogn og dets indbyggere var ganske anderledes end Aggersborg: I Lejrskov var det mere velhavende, stolte og livsglade bønder, og den grundtvigske vækkelse havde slået rod, og faderen følte sig hjemme her. Den store forskel i landskabet, folkenes livsvilkår og den åndelige modsætning mellem de to områder og deres indbyggere er et tema, Knudsen ofte vender tilbage til i sine romaner: Den sværmeriske, vakte og selvbevidste grundtvigianer over for den rodfæstede og beskedne bonde fra små kår. Jakob Knudsen betragtede de vakte folk i Lejrskov med en vis skepsis – en skepsis, der ikke blev mindre med årene på trods af Knudsens stærke tilhørsforhold til Grundtvigs tanker og kristendom.
I 1875 blev Jakob Knudsen sendt på studenterkursus i København og blev i 1881 efter studentereksamen og fire års teologiske studier cand.theol. Årene var ikke lykkelige, Knudsen følte sig hverken hjemme blandt københavnerne eller på universitetet. Teologistudiet optog ham heller ikke synderligt og var noget, der skulle overstås: ”Han havde som sin fader ikke trang til mere teologi end Fadervor og troens ord”.  
I 1879 havde han forlovet sig med Sofie Plockross, og de giftede sig i 1883. 
Ved faderens mellemkomst blev Jakob Knudsen i 1881 ansat som lærer på Askov Højskole, hvor Ludvig Schrøder var forstander. Her trivedes han, men i længden blev hans opfattelse af, hvad en højskole bør være så forskellig fra Schrøders, at deres veje måtte skilles. Lysten til at forkynde kristendommen voksede, og da valgmenigheden i Mellerup ved Randers Fjord bad ham blive deres præst, sagde han ja og begyndte i embedet i 1890. 
Forholdet til hustruen blev aldrig rigtig lykkeligt. De var for forskellige af natur og temperament, og modsætningerne voksede, indtil de i 1893 blev enige om at lade sig skille – i venskab og fordragelighed. Imidlertid vakte det stor forargelse i menigheden og i resten af landet, at en præst lod sig skille. Forargelsen blev endnu større, da Jakob Knudsen i 1896 giftede sig med den 19 år yngre Helga Bek, datter af den afdøde højskoleforstander i Mellerup, Jens Bek. Den offentlige kritik af Jakob Knudsen steg, indtil han i 1897 følte sig nødsaget til at tage sin afsked.
I de følgende måtte Knudsen ernære sig som omrejsende foredragsholder, hvilket sled på hans helbred.  Det var hårde tider, da han både skulle forsørge sin nye familie og betale hustrubidrag til sin tidligere kone. 
Efter det folkelige gennembrud med romanen ”Den Gamle Præst” og de efterfølgende romaners succes kunne Knudsen efterhånden ernære sig som forfatter. I 1901 flyttede han med familien til Hillerød og i 1909 til Birkerød, hvor han helligede sig forfatterskabet. Han døde i 1917.

## Romaner og fortællinger
- Den først' af de catilinarisk' Taaler af Marcus Tullius Cicero øwersaat epaa Jysk af Jakob. 1887.
- Cromwells Datter 1891.
- Christelige Foredrag, 1893.
- Et Gjensyn, 1898.
- Den gamle præst, 1899.
- En forlovelse 1900.
- Adelbrand og Malfred, 1900.
- Gjæring – Afklaring, 1902.
- Sind, 1903.
- En Gammel Slægt, 1904.
- For Livets Skyld, 1905.
- Inger, 1906.
- Fremskridt, 1907.
- Livsfilosofi, 1908.
- Varulven, 1908.
- Lærer Urup, 1909.
- To Slægter, 1910.
- Rodfæstet, 1911.
- Angst, 1912.
- En Ungdom, 1913.
- Mod, 1914.
- Jyder. Sytten Fortællinger., 1915.
- Den Gang, 1916.

### Sange
- Se, nu stiger solen af havets skød, 1890.
- Tunge, mørke natteskyer, 1890.
- Vi pløjed, og vi så'de (oversættelse/gendigtning), 1891.